# 전차 381호
전차 381호는 서울특별시 종로구 서울역사박물관에 있는 서울전차이다. 2010년 8월 24일 대한민국의 국가등록문화재 제467호로 지정되었다.

## 개요
일본의 일본차량회사(日本車輛會社)에서 제작된 반강제(半鋼製) 보기식(Bogie式) 궤도차량으로 1930년부터 1968년까지 서울 시내를 실제로 운행하던 전차이다.
전차 운행 중단 이후 서울어린이대공원에 전시되다 2007년 서울역사박물관이 인수하여 1년간의 보존처리를 거쳐 2009년부터 박물관 야외에 전시하고 있다. 서울에 남아있는 2대의 노면 전차 중 하나로 희소성이 있고 20세기 중반 서울의 교통방식과 문화를 알 수 있는 유물로서 사료적 가치가 크다.

## 같이 보기
- 서울 전차

## 참고 자료
- 전차 381호 - 국가유산청 국가유산포털